# Rencontres du film documentaire de Mellionnec
Les Rencontres du film documentaire est un festival de cinéma qui se déroule à Mellionnec (Côtes-d'Armor, France) depuis 2007. 

## Histoire
Le festival est créé en 2007 par l'association TyFilms (« maison du film » en breton). Tout au long de l'année, celle-ci propose également : atelier de formation, diffusion de films de jeunes auteurs, éducation à l'image, résidence d'écriture et montage, projections nomades, vidéothèque ainsi que des productions.
À l'occasion de la 17° édition (2023), Olivia Cooper- Hadjian note qu'il s'agit d'un « événement dont la réputation grandissante ne gâche en rien le sentiment d'un refuge protégé ».